# 1829
Cette page concerne l'année 1829 (MDCCCXXIX en chiffres romains) du calendrier grégorien.
L'année 1829 est une année commune qui commence un jeudi.

## Évènements

### Afrique
- 10 - 11 février : un cyclone dévaste l'île Bourbon[1].
- 25 mars : paix entre les Maures du Trarza et la France au Sénégal, ratifiée à Saint-Louis le 15 avril[2].

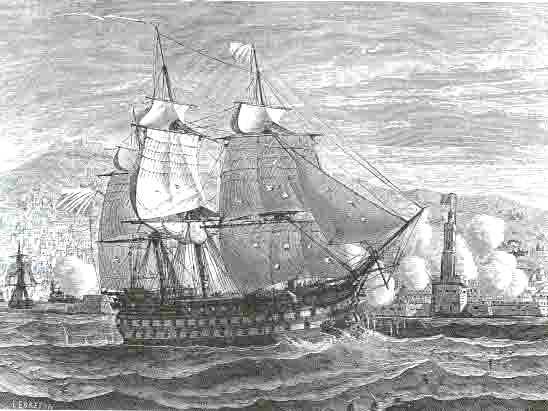
Bombardement du navire royal La Provence par les batteries d'Alger, le 3 août 1829. Gravure de Louis Le Breton

- 3 août : Incident du Provence ; les forts d’Alger bombardent le navire français. Échec des négociations entre le dey d’Alger et la France[3].
- Octobre : Mathieu de Lesseps, consul de France à Tunis, permet au bey Husayn, de déjouer un complot des Janissaires. Cette aide assure au gouvernement Polignac l’appui du bey contre la régence d’Alger en juillet 1830[4].
- 11 octobre, Madagascar : bombardement de Tamatave par l’expédition Gourbeyre[5].

### Amérique
- 1er février : les Péruviens s’emparent de Guayaquil[6].
- 17 février, Brésil : révolte dans l’intérieur du Pernambouc[7].

- 2 mars, Mexique : les troupes espagnoles, débarquées à Tampico, sont battues par le général Santa Anna[8], qui acquiert un grand prestige en repoussant cette dernière tentative de reconquête.
- 4 mars : début de la présidence démocrate d'Andrew Jackson aux États-Unis (fin en 1837)[9].

- 2 juin (date conventionnelle) : Joseph Smith traduit des tablettes métalliques qu’il aurait trouvées sous terre, sur indication d’un ange, sous le nom de Livre de Mormon, qui deviendra l'un des textes sacrés du mormonisme[10].
- 6 juin : Shanawdithit la dernière Béothuk décède à Terre-Neuve (extinction officielle des Béothuks)[11].

- 22 septembre : traité de Guayaquil qui met fin à la guerre entre la Grande Colombie et le Pérou. Guayaquil retourne à la Grande Colombie[6].

- 2 décembre : l’esclavage est rétabli au Texas : le Texas est exempté de la loi d’abolition en vigueur au Mexique[12].
- 8 décembre : Juan Manuel de Rosas est nommé gouverneur de Buenos Aires[13]. Il exerce la dictature en Argentine jusqu’en 1852. Elle met fin au conflit entre Buenos Aires et les différents caudillos. Rosas s’assure le contrôle de Buenos Aires, mais doit négocier avec les caudillos qui règnent sur les douze autres provinces, regroupées dans une Confédération des Provinces-Unies du Río de la Plata, sans constitution ni union officielle.
- 14 décembre, Chili : victoire des troupes gouvernementales libérales sur les rebelles conservateurs à la bataille d'Ochagavía. Un armistice est signé le 16 décembre[14].

### Asie et Pacifique
- 21 février-4 mars : échec du siège d'Akhaltsikhé en Georgie par les Ottomans[15].
- 9 juillet (27 juin du calendrier julien): les Russes prennent Erzeroum[16].

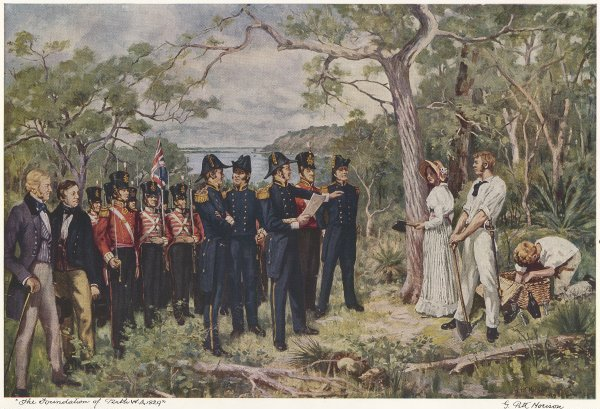
12 août : fondation de Perth, toile de George Pitt Morison, 1929.

- 12 août : fondation de la ville de Perth sur la côte est de l'Australie. La Grande-Bretagne annexe l’Australie. Une compagnie privée s’établit à Perth. Les Britanniques occupent la zone de Swan River le 1er juin[17]. Craignant un débarquement français dans cette partie de l’Australie-Occidentale, le Parlement décide d’y étendre la colonisation, mais sans grand succès : les entrepreneurs privés se montrent réticents à investir.

- 14 septembre : l’Arménie turque est rattachée à la Russie au traité d’Andrinople. Par suite de l’intervention de la Grande-Bretagne, Kars, Erzeroum et Ardahan sont rétrocédés à la Turquie[18]. Les Arméniens de Turquie peuvent passer en zone russe, et 100 000 personnes passent la frontière.

- 22 octobre, Japon : le docteur allemand Siebold, accusé d’espionnage au profit de la Russie pour s’être procuré une carte du Japon, est expulsé[19]. Il laisse sa compagne japonaise et sa fille âgée de deux ans.

- 4 décembre : le gouverneur général du Bengale Lord William Bentinck interdit la coutume indienne de la Satī ou suttee, pratique indoue selon laquelle la veuve est incinérée avec son époux décédé[20]. Toute personne prenant part à se rituel est accusée d’homicide.

### Europe
- 5 mars - 13 avril : Roman Catholic Relief Act'[21]. L’homme politique irlandais Daniel O'Connell obtient l’émancipation des catholiques au Royaume-Uni.
- 13 mars : création de la D.D.S.G., la compagnie de navigation à vapeur du Danube (Donaudampfschiffahrtsgesellschaft)[22].
- 22 mars : protocole de la conférence de Londres. La Grèce devient autonome vis-à-vis de l'Empire ottoman ; sa frontière nord est fixée entre le golfe Pagasétique et le golfe Ambracique[23].
- 31 mars : début du pontificat de Pie VIII (fin en 1831)[24].

- 1er avril : publication à Bucarest du Courrier roumain de I. E. Radulescu[25]. Le 1er juin, l’Abeille roumaine de Gheorghe Asachi est publié à Iași[26]. Ce sont les premiers journaux en Valachie et Moldavie.

- 24 mai : 
  - pour couper court à l’agitation en Pologne, le tsar Nicolas Ier de Russie se rend à Varsovie pour s’y faire couronner roi de Pologne[27].
  - Traditi Humilitati, encyclique du pape Pie VIII  pour annoncer le programme de son pontificat[28].

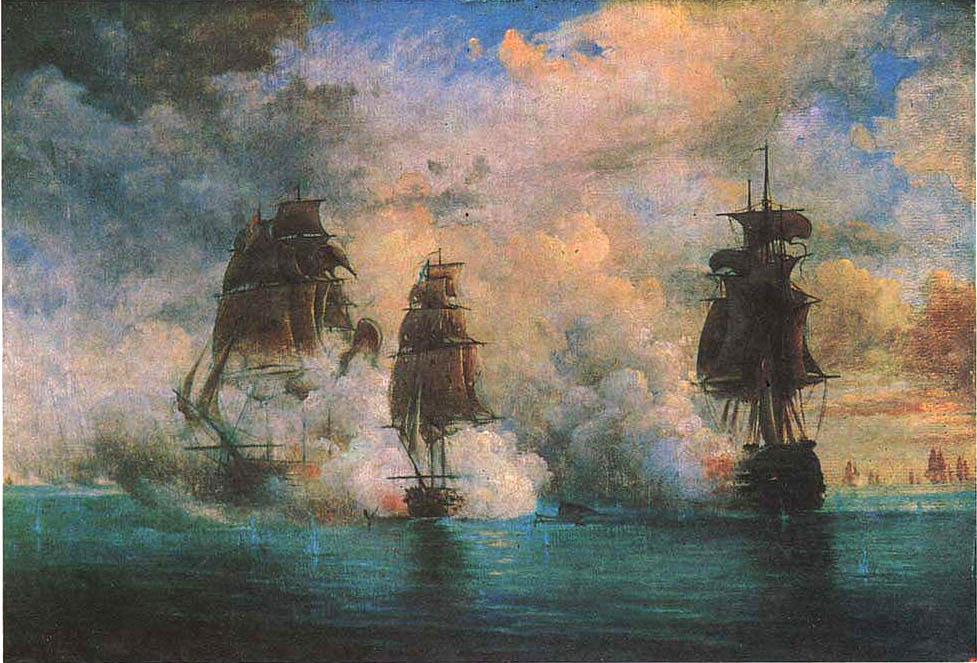
26 mai : affrontement naval en mer Noire pendant la guerre russo-turque.

- 9 juillet : le père Jean-Philippe Roothaan est élu Supérieur général de la Compagnie de Jésus (fin en 1853)[29].

- 11 août, guerre civile portugaise : victoire navale des libéraux sur les absolutistes à la bataille de Vila da Praia, aux Açores[30].
- 20 août : les Russes prennent Andrinople[31].

- 4 septembre : le ministre français des Affaires étrangères Polignac propose un partage de la Turquie : la Serbie et la Bosnie-Herzégovine à l’Autriche, les provinces danubiennes et un secteur au sud du Caucase à la Russie. L’Empire ainsi réduit serait donné au roi des Pays-Bas dont les États seraient partagés entre la Prusse, au nord, et la France, au sud du Rhin[32]. Mais le tsar Nicolas Ier de Russie refuse d’entendre parler de toute rectification des frontières de la France, même après la proposition de l’Autriche. Polignac fait alors un autre plan : le roi de Saxe viendrait remplacer le roi des Pays-Bas partant pour Constantinople, laissant son royaume au roi de Prusse ; les colonies néerlandaises iraient à la Grande-Bretagne. Une dernière variante donne au tsar en plus des principautés, la Roumélie au sud du Danube. La France aurait les anciens départements belges. L’opposition de la Prusse amène l’abandon du projet le 3 janvier 1830.

- 14 septembre : le traité d’Andrinople met fin à la guerre russo-turque[33].
  - la Russie annexe les bouches du Danube, Anapa et Poti sur la côte orientale de la mer Noire, des districts d’Akhalkalaki et d’Akhaltsikhe dans le Caucase.
  - La Russie obtient l’autonomie des principautés moldo-valaques. La Porte restitue à la Valachie les trois raïas de Braïla, Turnu et Giurgiu, rétablissant la frontière au Danube. Elle proclame la liberté du commerce pour toutes les marchandises, institue la libre circulation sur le Danube. L’occupation russe est maintenue jusqu’au règlement des dommages de guerre (mars 1834).
  - La Serbie devient une principauté autonome héréditaire dirigée par le prince Milos Obrenovic (fin en 1839)[34].
  - La Grèce reste un État vassal de la Turquie.
  - Libre passage des Détroits par les navires de commerce.
- 29 septembre : Metropolitan Police Act[35]. Sir Robert Peel réorganise la police londonienne et ses policiers reçoivent le surnom de « Bobbies ».

- 1er octobre : la Grèce bat à nouveau monnaie[36] (sur Égine).
- 8 - 14 octobre : le concours de Rainhill, la première course de locomotives, organisée sur un tronçon de la voie ferrée de la ligne Liverpool-Manchester, à l'est de Liverpool, est remportée par la Fusée des Stephenson[37].

- Premier séminaire rabbinique, établit à Padoue, le Collegium Rabbinicum (Samuel David Luzzatto)[38].
- Création du titre d’archevêque en Prusse. Le titre est attribué au théologien Ernst von Borowski (de)[39].
- 1829-1832 : première traduction slovaque de l’Écriture sainte par Juraj Palkovič[40].

## Naissances en 1829
- 4 janvier :
  - Adolfo Alsina, jurisconsulte et homme politique argentin († 29 décembre 1877).
  - Adèle Euphrasie Barbier, mère Marie du Cœur de Jésus, fondatrice de Notre Dame des Missions († 18 janvier 1893).
- 17 janvier :
  - Arthur de Saint-Genys, peintre français († 7 octobre 1887).
  - César Malens, sénateur et député français († 2 février 1888).
- 22 janvier : Sarah Jane Kirk, militante néo-zélandaise du mouvement de tempérance, suffragiste et des droits de l'homme († 15 janvier 1916).
- 23 janvier : Anton Seitz, peintre allemand († 27 novembre 1900).
- 24 janvier : William Mason, compositeur, pédagogue et pianiste américain († 14 juillet 1908).
- 25 janvier : Carlos de Haes, peintre espagnol d'origine belge († 17 juin 1898).

- 2 février :
  - Alfred Edmund Brehm, zoologiste et explorateur allemand († 11 novembre 1884).
  - Joseph Henri Mensier, général français († 23 avril 1917).
- 12 février : Léonce Cohen, compositeur français († 26 février 1901).
- 15 février : Joaquim Gomes de Souza, homme politique et mathématicien brésilien († 1er juin 1864).
- 28 février : Carlo Mancini, peintre italien († 10 mars 1910).

- 1er mars :
  - Narcisse Rabier, peintre français († 31 janvier 1919).
  - Adolf Seel, peintre allemand († 14 février 1907).
- 3 mars : Rita et Cristina Parodi (de), sœurs siamoises († 23 novembre 1829).
- 5 mars : Jean-Jacques Henner, peintre français († 23 juillet 1905).
- 8 mars : Guglielmo de Sanctis, peintre italien († 6 mars 1911).
- 15 mars : Pierre-Hector Coullié, cardinal français († 11 septembre 1912).
- 24 mars : Ignacio Zaragoza, général mexicain qui s'illustra dans la guerre contre le corps expéditionnaire français († 8 septembre 1862).

- 10 avril : William Booth, pasteur méthodiste britannique, fondateur de l'Armée du salut († 20 août 1912).

- 1er mai :
  - José Martiniano de Alencar, écrivain brésilien († 12 décembre 1877).
  - Anthony Frederick Augustus Sandys, peintre, illustrateur et dessinateur britannique († 25 juin 1904).
- 2 mai : Isaac Taylor, philologue, toponymiste et chanoine anglican de York († 18 octobre 1901).
- 7 mai : George Yule, homme d'affaires écossais († 26 mars 1892)[41].
- 14 mai : Károly Kamermayer, homme politique hongrois († 5 juin 1897).
- 17 mai : Pierre Van Humbeeck, homme politique belge († 5 juillet 1890).
- 22 mai : Charles Herbert, peintre et photographe français († 26 mai 1919).
- 24 mai : Benjamin Ulmann, peintre français († 24 février 1884).

- 3 juin : Renaud de Vilbac, organiste et compositeur français († 19 mars 1884).
- 7 juin : Joseph-Godéric Blanchet, médecin, militaire et  homme politique canadien († 1er janvier 1890).
- 8 juin : Sir John Everett Millais, peintre britannique († 13 août 1896).
- 16 juin : Geronimo, Apache, appelé à sa naissance Go Khla Yeh (celui qui baille) († 17 février 1909).
- 28 juin : Kristen Jensen Lyngby, philologue danois († 15 février 1871, 41 ans).

- 8 juillet : Pierre Alexis de Ponson du Terrail, écrivain français († 10 janvier 1871).
- 18 juillet : Paul Dubois, sculpteur et peintre français († 23 mai 1905).
- 26 juillet : Auguste Beernaert, homme politique belge († 6 octobre 1912).

- 3 août : Henry Benedict Medlicott, géologue britannique († 6 avril 1905).
- 14 août : Jules-Émile Saintin, peintre français († 13 juillet 1894).
- 28 août : Albert Hermann Dietrich, compositeur et chef d'orchestre allemand († 20 novembre 1908).

- 11 septembre : Thomas Hill, peintre américain († 30 juin 1908).
- 12 septembre :
  - Anselm Feuerbach, peintre allemand († 4 janvier 1880).
  - Paul Emmanuel Peraire, peintre français († 21 janvier 1893).
- 21 septembre : Auguste Toulmouche, peintre français († 16 octobre 1890).

- 4 octobre : Maximilien Strauch,  homme politique belge († 7 juin 1911).
- 5 octobre : Ludwig Knaus, peintre allemand († 7 décembre 1910).
- 14 octobre : August Malmström, peintre et illustrateur suédois († 18 octobre 1901).
- 15 octobre : Asaph Hall, astronome américain († 22 novembre 1907).
- 28 octobre : Zénaïde Fleuriot, écrivain français († 19 décembre 1890).

- 1er novembre : Auguste Vincent, compositeur, pianiste et bibliophile français († 8 juillet 1888).
- 4 novembre : Philip Lutley Sclater, juriste et zoologiste britannique († 27 juin 1913).
- 9 novembre : Alfred Touchemolin, peintre, dessinateur et graveur français († 4 janvier 1907).
- 10 novembre : Newton Knight, fermier, soldat et homme politique américain († 16 février 1922).
- 15 novembre : Frédéric Barbier, compositeur français († 12 février 1889).
- 17 novembre : Eugène Berthelon, peintre français († octobre 1916).
- 23 novembre : Heinrich von Achenbach, juriste et homme politique prussien puis allemand († 19 juillet 1899).
- 29 novembre : Émile Vernier, peintre et lithographe français († 24 mai 1887).

- 7 décembre : Clément-Auguste Andrieux, peintre belge († 16 mai 1880).
- 27 décembre : Louis Hector Leroux, peintre d'histoire et portraitiste français († 11 novembre 1900).

- Date inconnue :
  - Alfred Beau, peintre, photographe, céramiste et conservateur de musée français († 11 février 1907).
  - Giuseppe Castiglione, peintre italien († 1908).
  - Jean-Baptiste Georges Gassies, peintre et aquarelliste français († 1919).
  - Nikola Krstić, historien et avocat serbe († 1902).
  - Paul-Désiré Trouillebert, peintre français de l’école de Barbizon († 28 juin 1900).

## Décès en 1829
- 2 janvier : Melchiorre Gioia, économiste, journaliste et homme politique italien (° 20 septembre 1767).

- 10 janvier : Gregorio Funes, ecclésiastique, homme politique, journaliste, historien et écrivain espagnol puis argentin (° 25 mai 1749).

- 27 janvier : Jean-Baptiste-François Génillion, peintre et ingénieur français (° 1750).
- 28 janvier : Joseph Brugevin, marin français (° avril 1736).
- 29 janvier : Paul Barras, homme politique français (° 30 juin 1755).

- 11 février : Alexandre Griboïedov, auteur dramatique, compositeur et diplomate russe (° 15 janvier 1795).
- 16 février : François-Joseph Gossec, compositeur français (° 17 janvier 1734).
- 26 février : Johann Heinrich Wilhelm Tischbein, peintre allemand (° 15 février 1751).

- 29 mars : Cornelio Saavedra, militaire espagnol puis argentin (° 15 septembre 1759).

- 6 avril : Niels Henrik Abel, mathématicien norvégien, de tuberculose (° 5 août 1802).
- 17 avril : Paolo Vincenzo Bonomini, peintre néoclassique italien (° 23 janvier 1756).

- 11 mai : Pierre-Nicolas Legrand de Lérant, peintre français (° 29 mars 1758).
- 14 mai : Sofia Giordano, peintre italienne (° 1778 ou 1779).
- 17 mai : John Jay, homme politique, révolutionnaire, diplomate et juriste américain (° 12 décembre 1745).
- 23 mai : George Caley, botaniste et explorateur britannique (° 10 juin 1770).

- 3 juin : Jean-Jacques Hauer, peintre allemand (° 10 mars 1751).
- 9 juin : Baltasar Hidalgo de Cisneros, officier de marine et administrateur colonial espagnol (° 6 janvier 1756).

- 2 juillet : Antoine-Alexandre Morel, graveur français (° 1765),
- 23 juillet : Wojciech Bogusławski, acteur et dramaturge polonais (° 9 avril 1757).

- 12 août : Gabriel Císcar, officier de marine, mathématicien, enseignant, homme politique et poète espagnol (° 17 mars 1760).

- 12 septembre : Père Juan Ignacio Molina, prêtre jésuite et naturaliste chilien (° 24 janvier 1740).
- 27 septembre : Pietro Bettelini, graveur et peintre suisse (° 6 septembre 1763).

- 12 novembre : Jean-Baptiste Regnault, peintre français (° 9 octobre 1754).
- 20 novembre : Manuel Parra, matador espagnol (° 7 mars 1797).
- 23 novembre : Rita et Christina, sœurs siamoises (° 3 mars 1829).

- 3 décembre : Juan Agustín Ceán Bermúdez, peintre, historien et critique d'art espagnol (° 17 septembre 1749).
- 11 décembre : Anne Louis Henri de La Fare, religieux français, cardinal, évêque de Nancy, archevêque de Sens (° 9 septembre 1752).
- 18 décembre : Jean-Baptiste Lamarck, naturaliste français (° 1er août 1744).
- 26 décembre : Louis-Charles Foucher, homme politique canadien († 13 septembre 1760).
- 28 décembre : Wenzel Peter, peintre autrichien (° 9 septembre 1745).

- Date précise inconnue :
  - William Barré, interprète français (° vers 1760).
  - Jacob Jordan, militaire et homme politique canadien (° 31 mars 1770).